# Округ Потер (Пенсилванија)
Округ Потер (енгл. Potter County) је округ у америчкој савезној држави Пенсилванија.

## Демографија
По попису из 2010. године број становника је 17.457, што је 623 (-3,4%) становника мање него 2000. године.
| Група             | 2000.          | 2010.          |
| Белци             | 17.660 (97,7%) | 17.000 (97,4%) |
| Афроамериканци    | 52 (0,3%)      | 67 (0,4%)      |
| Азијати           | 90 (0,5%)      | 45 (0,3%)      |
| Хиспаноамериканци | 103 (0,6%)     | 181 (1,0%)     |
| Укупно            | 18.080         | 17.457         |